# Narcine ornata
Narcine ornata  (лат.) — вид скатов рода нарцин семейства лат. Narcinidae отряда электрических скатов. Это хрящевые рыбы, ведущие донный образ жизни, с крупными, уплощёнными грудными и брюшными плавниками в форме диска, выраженным хвостом и двумя спинными плавниками. Они способны генерировать электрический ток. Обитают в субтропических водах западно-центральной части Тихого океана и восточной части Индийского океана на глубине 132 м. Максимальная зарегистрированная длина 24,1 см.

## Таксономия
Впервые вид был научно описан в 1846 году. Голотип представляет собой взрослого самца длиной 18,6 см, пойманного в заливе Карпентария (12°58′ ю. ш. 139°10′ в. д.) на глубине 56 м. Паратипы: взрослая самка длиной 20,4 см, пойманная там же креветочным тралом на глубине 10,1 м, взрослые самки длиной 22,3—23,7, пойманные там же на глубине 48—59 м и неполовозрелый самец длиной 16,9 см, пойманный там же на глубине 56 м, а также взрослые самцы длиной 19,4—21,2 см, пойманные в Арафурском море на глубине 53—58 м.
Видовое название происходит от слова  лат. ornatus — «богато украшенный», «витиеватый»
и связано с впечатляющей окраской этих скатов.

## Ареал
Narcine ornata обитают в центрально-западной части Тихого океана и в восточной части Индийского океана у северного побережья Австралии от Кейп Лондонберри, Западная Австралия, до Кейп-Йорк, Квинсленд. Они населяют Тиморское и Арафурское моря, Торресов пролив и залив Карпентария. Эти скаты встречаются на континентальном шельфе на глубине 48—132 м.

## Описание
У этих скатов широкие и закруглённые грудные плавники, образующие овальный диск. Имеются два спинных плавника и хвостовой плавник. Позади глаз имеются брызгальца. У основания грудных плавников перед глазами сквозь кожу проглядывают электрические парные органы в форме почек, которые тянутся вдоль тела до конца диска. Максимальная зарегистрированная длина 24,1  см.

## Биология
Narcine ornata являются донными морскими рыбами. Они размножаются яйцеживорождением, эмбрионы вылупляются из яиц в утробе матери и питаются желтком и 
гистотрофом. Самцы и самки достигают половой зрелости при длине 17—18 см.

## Взаимодействие с человеком
Эти скаты не представляют интереса для коммерческого рыбного промысла. Иногда они попадаются в качестве прилов при коммерческой ловле креветок методом траления. Международный союз охраны природы присвоил этому виду статус сохранности «Вызывающий наименьшие опасения».